# Jan Coelenbier

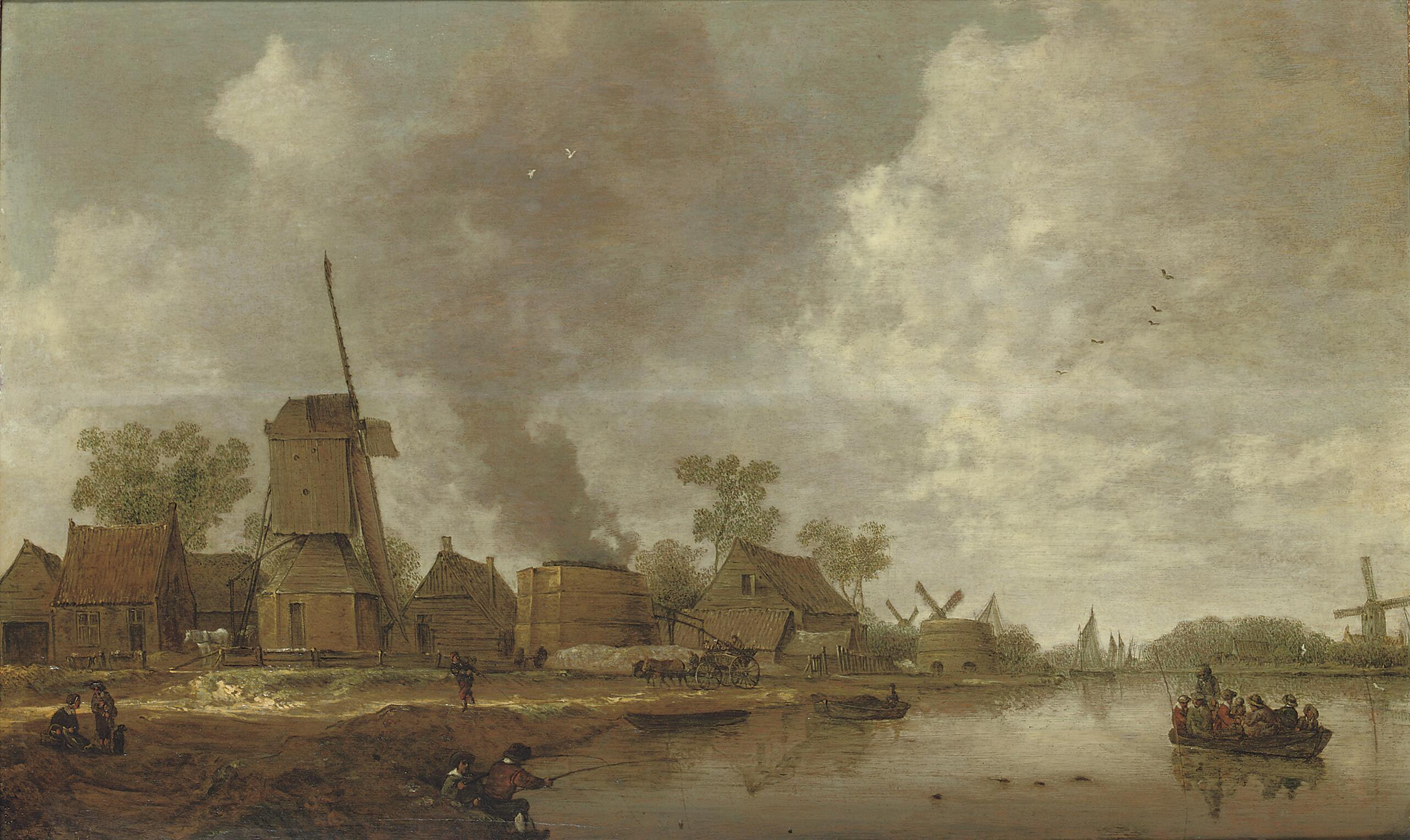
Fluss mit Booten, am Ufer eine Windmühle und ein Haus
von Jan Coelenbier

Jan Coelenbier (* 1610 in Kortrijk; begraben am 4. Mai 1680 in der Kirche St. Bavo in Haarlem) war ein niederländischer Maler des goldenen Zeitalters der Niederlande.
Seine Eltern waren Joos Coelenbier aus Kortrijk und dessen Ehefrau Clarcken van Ackere. Die Familie stammt aber nicht von dort, sondern floh 1580 wegen religiösen Unruhen nach Kortrijk.
Nach Angaben des Rijksbureau voor Kunsthistorische Documentatie war er ein Schüler von Pieter de Molijn. Bereits 1632 wurde er in den Aufzeichnungen der Gilde als Meister bezeichnet. Sein letzter Eintrag dort datiert aus dem Jahr 1662. Datierte Gemälde von ihm gibt es aber nur von 1642 bis 1651, wobei von einem längeren Zeitraum seines Schaffens auszugehen ist.
Er ist 1675 und 1676 als Kunsthändler nachgewiesen. Bereits zuvor hatte er Geld an bekannte Künstler verliehen, so 1640 an Hendrick van Uylenburgh und 1641 an Jan van Goyen (der es 1656 noch nicht zurückbezahlt hatte). 1676 handelte er 26 Werke aus dem Nachlass von Jan Vermeer. Dessen Witwe wollte sie für 500 Gulden verkaufen, um damit Jannetje Stevens zu bezahlen. Anschließend übernahm Leeuwenhoek die Bilder.
Von ihm ist ferner ein auf den 25. Oktober 1679 datiertes Testament bekannt, bevor er am 4. Mai 1680 begraben wurde.
Coelenbier heiratete am 25. April 1638 Pieternella Wittecruys (genannt Crucius).